# 2417 McVittie
A 2417 McVittie (ideiglenes jelöléssel 1964 CD) a Naprendszer kisbolygóövében található aszteroida. Az Indianai Egyetem csillagászai fedezték fel 1964. február 15-én.